# Oliver Lukić
Oliver Lukić (Beč, 22. rujna 2006.) austrijski je i hrvatski nogometaš koji igra kao vezni igrač za austrijski klub FC Liefering.
Dana 11. listopada 2023. engleski ga je list „The Guardian” proglasio jednim od najboljih igrača na svijetu rođenih 2006. godine.

## Klupska karijera
Lukić je karijeru započeo u bečkoj Austriji 2012. godine u juniorskoj kategoriji. U ljeto 2022. prešao je u akademiju Red Bull Salzburga. Dana 19. svibnja 2023. debitirao je za Liefering (klub filijala Red Bull Salzburga) u Drugoj austrijskoj ligi protiv SV Lafnitza. Dana 20. srpnja 2023. potpisao je svoj prvi profesionalni ugovor s Red Bull Salzburgom do 2026. i produžio svoj ostanak u Lieferingu za sezonu 2023./24.

## Reprezentativna karijera
Rođen je u Austriji, otac Valentin je iz Konjica, a majka Daliborka iz okolice Tuzle. Bio je omladinski reprezentativac Austrije, igrao je za reprezentaciju Austrije do 18 godina.
Dana 9. veljače 2024. odlučio je igrati za hrvatsku reprezentaciju i pozvan je u reprezentaciju do 19 godina za prijateljske utakmice sa Saudijskom Arabijom i Grčkom.